# Herne (Belgia)
Herne (franceză Hérinnes) este o comună în provincia Brabantul Flamand, în Flandra, una dintre cele trei regiuni ale Belgiei. Comuna este formată din localitățile Herne, Herfelingen și Sint-Pieters-Kapelle. Suprafața totală este de 44,63 km². Comuna Herne este situată în zona flamandă vorbitoare de limba neerlandeză a Belgiei. La 1 ianuarie 2008 comuna avea o populație totală de 6.566 locuitori.